# Ilmar Laaban
Ilmar Laaban (né le 11 décembre 1921 à Tallinn, Estonie – mort le 29 novembre 2000 à Stockholm, Suède) est un poète estonien.

## Biographie
Ilmar Laaban a écrit principalement des poèmes surréalistes. Il a traduit en suédois les auteurs Artur Alliksaar, Betti Alver, Jaan Kaplinski, Viivi Luik et Paul-Eerik Rummo et en allemand les auteurs Juhan Liiv, Gustav Suits, Jaan Oks, Henrik Visnapuu et Marie Under.
Il a également rédigé des essais littéraires sur des œuvres d’artistes comme Frédéric Iriarte, Endre Nemes (en), Franco Leidi, Rafael Bellange, Lech Rzewuski (en), Folke Lalander et d’autres.

## Œuvres
- Ankruketi lõpp on laulu algus (1946)
- Rroosi Selaviste (1957)
- Oma luulet ja võõrast (1990)
- Marsyase nahk (1997)
- Magneetiline jõgi (2001)
- Sõnade sülemid ja sülemite süsteemid (2004)

## Critique d’art
L’Irréalisation d’un monde. Manifeste sur les œuvres peintures et sculptures réalisées par Frédéric Iriarte, artiste plasticien.  (ISBN 91-630-2304-0) (1995).

## Source
- (en) Cet article est partiellement ou en totalité issu de l’article de Wikipédia en anglais intitulé « Ilmar Laaban » (voir la liste des auteurs).